# Bobby Carrot
Bobby Carrot (укр. Боббі Морквина) — серія відеоігор, котра розроблена та видана німецькою компанією FDG Mobile Games. Наразі серія складається з п’яти ігор, усі спочатку були розроблені для мобільних телефонів. П'ята гра також була випущена для iOS, а також гра WiiWare для Північної Америки 21 липня 2011 року. Перша гра серії була запропонована безкоштовно як попередньо встановлена гра на багатьох моделях телефонів Samsung, представлена eFUSION Mobile. У 2006 році Bobby Carrot 4 виграв Deutscher Entwicklerpreis у номінації «Найкраща німецька мобільна гра».

## Ігровий процес
Bobby Carrot — це гра в жанрі головоломки, метою якої є зібрати всю моркву в області, а потім досягти точки на мапі, щоб перейти на наступний рівень. Крім того, існує альтернативний режим, у якому Боббі Морквина залишає великодні яйця на своєму шляху, що стає складнішим через те, що їх не можна пройти двічі.
Протягом усієї гри гравці зустрічаються з різними перешкодами, від сталевих пасток для кролів і розсувних воріт до замків, які потребують ключа. Подальші ігри до початкової концепції додали воду, трактори та базар.
Гра доступна англійською, німецькою, російською.

## Ігри серії
| № | Назва                        | Назва                           |
| № | (англ.)                      | (укр.)                          |
| - | ---------------------------- | ------------------------------- |
| 1 | Bobby Carrot                 | Боббі Морквина                  |
| 2 | Bobby Carrot 2: Winterland   | Боббі Морквина 2: Сніговий край |
| 3 | Bobby Carrot 3: Evolution    | Боббі Морквина 3: Еволюція      |
| 4 | Bobby Carrot 4: Flower Power | Боббі Морквина 4: Квітнева сила |
| 5 | Bobby Carrot 5: Forever      | Боббі Морквина 5: Назавжди      |
| 5 | Bobby Carrot 5: Level Up!    | Боббі Морквина 5: Новий рівень! |

## Випуск
FDG Mobile Games випустили першу гру Bobby Carrot у 2004 році, а незабаром вийшло продовження. Гра продовжувала виходити у 2005, 2006 і 2008 роках. Загалом існує п’ять частин Bobby Carrot для мобільних телефонів.
Крім того, FDG Mobile Games випустили доповнення під назвою Bobby Carrot 5: Level Up!, тоді як версії п’ятої гри під назвою Bobby Carrot Forever для iOS і WiiWare мають покращену графіку, музику та анімовані кат-сцени.
Bobby Carrot 5: Forever — остання гра серії.

## Нагороди
- 2006: Deutscher Entwicklerprei «Найкраща німецька мобільна гра» для Bobby Carrot 4.